# Weird Scenes Inside The Gold Mine
Weird Scenes Inside The Gold Mine es el segundo álbum de recopilación de la banda rock de The Doors, publicado en 1972. En él destacan dos canciones que no habían aparecido en ningún otro: "(You Need Meat) Don't Go No Further" de Willie Dixon, cantada por Ray Manzarek, que originalmente había aparecido en el lado B de "Love Her Madly" y "Who Scared You", lado B de "Wishful Sinful", cantada por Jim Morrison en una sesión de grabación de 1969.
Cinco de las 22 canciones de este disco provienen de L.A. Woman, y más de un tercio de la duración total del disco está ocupada por cuatro canciones: "The End" (11:35), "When the Music's Over" (11:00), "L.A. Woman" (7:49) y "Riders on the Storm" (7:14), lo que hizo que quedaran fuera canciones clásicas como "Waiting for the Sun", "Roadhouse Blues", "Light My Fire", entre otras y que no fuera incluida ninguna de Absolutely Live, el título de esta recopilación esta sacado de un verso de la canción "The End".

## Lista de canciones
Todas las canciones compuestas por The Doors, excepto donde se indica.

### Disco 1
Lado A
1. "Break on Through (To the Other Side)" - 2:25
2. "Strange Days" - 3:05
3. "Shaman's Blues" - 4:45 (Jim Morrison)
4. "Love Street" - 3:06
5. "Peace Frog/Blue Sunday" - 5:00 (Jim Morrison/Robby Krieger)
6. "The WASP (Texas Radio And The Big Beat)" - 4:12
7. "End of the Night" - 2:49

#### Lado B
1. "Love Her Madly" - 3:18
2. "Spanish Caravan" - 2:58
3. "Ship of Fools" - 3:06 (Jim Morrison/Robby Krieger)
4. "The Spy" - 4:15 (Jim Morrison)
5. "The End" - 11:35

### Disco 2
Lado C
1. "Take It As It Comes" - 2:13
2. "Runnin' Blue" - 2:27 (Robby Krieger)
3. "L.A. Woman" - 7:49
4. "Five to One" - 4:22
5. "Who Scared You" - 3:51 (Jim Morrison/Robby Krieger)
6. "(You Need Meat) Don't Go No Further" - 3:37 (Willie Dixon)

Lado D
1. "Riders on the Storm" - 7:14
2. "Maggie M'Gill" - 4:25 (Jim Morrison/The Doors)
3. "Horse Latitudes" - 1:30
4. "When the Music's Over" - 11:00

- Canciones 1 y 7 del lado A, 5 del lado B y 1 del lado C vienen del álbum The Doors (1967).
- Canciones 2 del lado A y 3 y 4 del lado C vienen del álbum Strange Days (1967).
- Canciones 4 del lado A, 2 del lado B y 4 del lado C del álbum Waiting for the Sun (1968).
- Canciones 3 del lado A y 2 del lado C vienen del álbum The Soft Parade (1969).
- Canciones 5 del lado A, 3 y 4 del lado B y 2 del lado D vienen del álbum Morrison Hotel (1970).
- Canciones 5 del lado A, 1 del lado B, 3 del lado C y 1 del lado D vienen del álbum L.A. Woman (1971).
- La canción 5 del lado C fue el lado B del sencillo Wishful Sinful.
- La canción 6 del lado C fue el lado B del sencillo Love Her Madly.